# گریز از شهر
گریز از شهر فیلمی به کارگردانی و نویسندگی محمدرضا صفوی ساختهٔ سال ۱۳۶۴ است.

## بازیگران
- حسین عمرانی
- جواد موسوی
- احمد رضاییان
- زهره حبیبی
- بتول یوسفیان
- سعید رضاییان
- آقا اسماعیل(کل اسمال)
- نسرین قاسم‌زاده خرم‌آبادی
- ابوالقاسم صفار مقدم
- جواد کامل
- محمدعلی لطفی
- آمنه عرب
- مهدی عنایتی
- مهدی صباغی
- حسین تراب زاده
- محمود معین طیبی
- فاطمه آوی
- حسین میناچی
- محمد کثیری
- فاطمه یعقوبی
- حمید معین طیبی
- محمدرضا تقی‌نژاد
- رضا رضاپور
- سعید معین طیبی
- کامران عارفی
- فرناز ارباب
- محمدرضا غفوریان